# Titani(III) iodide
Titan(III) iodide là một hợp chất vô cơ có công thức TiI3. Nó là một chất rắn màu tím đen không hòa tan trong nhiều dung môi, ngoại trừ khi phân hủy.

## Điều chế và cấu trúc
Có thể điều chế titan(III) iodide khan bằng phản ứng của titan với iod:
{\displaystyle \mathrm {2Ti+3I_{2}\longrightarrow 2TiI_{3}} }
Nó cũng có thể thu được bằng cách khử TiI4, ví dụ, với nhôm.
Về cấu trúc của nó, hợp chất tồn tại dưới dạng polyme của các khối tám mặt chia sẻ. Trên 323 K, khoảng cách Ti–Ti bằng nhau, nhưng dưới nhiệt độ đó, hợp chất trải qua quá trình chuyển pha. Trong pha nhiệt độ thấp, các tiếp điểm Ti–Ti xen kẽ ngắn và dài. Cấu trúc nhiệt độ thấp tương tự như của molybden(III) bromide.
Hexahydrat TiI3·6H2O được điều chế bằng cách khử TiI4 bằng phương pháp điện phân. Các tinh thể màu tím thu được rất không ổn định.

## Hợp chất khác
TiI3 còn tạo một số hợp chất với CO(NH2)2, như TiI3·6CO(NH2)2 là chất rắn màu dương đen, d = 2,05 g/cm³.